# 1994年冬季残疾人奥林匹克运动会捷克代表团
1994年冬季残疾人奥林匹克运动会捷克代表团是捷克派出的1994年冬季残疾人奥林匹克运动会代表团。获得1枚铜牌。